# 千千问
《千千问》是中国大陆拍摄的一部科幻题材动画片，该通过三个孩子的一些遭遇和经历来讲述一些有关于科学的东西，该作也是中国首部科普题材的动画。并且该系列还出现了三维动画等制作方式。

## 剧情
该作主要以三个年轻人身上所发生的故事以及涉及到的科学为主，该作的故事由多个单元剧组成。

## 電視原聲
| 曲序 | 曲目             | 演唱                   |
| ---- | ---------------- | ---------------------- |
| 1.   | 千千问（主题曲） | 中国儿童中心少儿艺术团 |

## 外部連結
- 豆瓣电影上《千千问》的資料 （简体中文）